# Гранд-Айл (Мен)
Гранд-Айл (англ. Grand Isle) — місто (англ. town) в США, в окрузі Арустук штату Мен. Населення — 366 осіб (2020).

## Демографія
Згідно з переписом 2010 року, у місті мешкало 467 осіб у 215 домогосподарствах у складі 135 родин. Було 262 помешкання
Расовий склад населення:
| - 98,5 % — білих - 0,4 % — корінних американців - 0,4 % — чорних або афроамериканців |

До двох чи більше рас належало 0,6 %. Частка іспаномовних становила 0,0 % від усіх жителів.
За віковим діапазоном населення розподілялося таким чином: 16,9 % — особи молодші 18 років, 57,4 % — особи у віці 18—64 років, 25,7 % — особи у віці 65 років та старші. Медіана віку мешканця становила 49,3 року. На 100 осіб жіночої статі у місті припадало 104,8 чоловіків;  на 100 жінок у віці від 18 років та старших — 104,2 чоловіків також старших 18 років.
Середній дохід на одне домашнє господарство  становив 40 642 долари США (медіана — 29 643), а середній дохід на одну сім'ю — 51 712 долари (медіана — 43 438). Медіана доходів становила 55 625 доларів для чоловіків та 51 250 доларів для жінок. За межею бідності перебувало 24,1 % осіб, у тому числі 39,7 % дітей у віці до 18 років та 28,1 % осіб у віці 65 років та старших.
Цивільне працевлаштоване населення становило 156 осіб. Основні галузі зайнятості: виробництво — 26,9 %, освіта, охорона здоров'я та соціальна допомога — 19,2 %, роздрібна торгівля — 9,0 %, транспорт — 8,3 %.